# Bergtjärnen (Jörns socken, Västerbotten, 722467-172151)
Bergtjärnen är en sjö i Skellefteå kommun i Västerbotten och ingår i Kågeälvens huvudavrinningsområde.